# Čabar
Čabar är en stad i norra Kroatien. Kommunen Čabar som omfattar tätorten och närliggande orter har 4 387 har invånare (2001). Staden ligger vid floden Čabranka, vid den kroatisk-slovenska gränsen i den centrala delen av Gorski kotar i Primorje-Gorski kotars län.

## Orter i kommunen
Förutom Čabar ligger följande 41 orter i kommunen: Bazli, Brinjeva Draga, Crni Lazi, Donji Žagari, Fažonci, Ferbežari, Gerovo, Gerovski Kraj, Gorači, Gornji Žagari, Hrib, Kamenski Hrib, Kozji Vrh, Kraljev Vrh, Kranjci, Lautari, Lazi, Makov Hrib, Mali Lug, Mandli, Okrivje, Parg, Plešce, Podstene, Požarnica, Prezid, Prhci, Prhutova Draga, Pršleti, Ravnice, Selo, Smrečje, Smrekari, Sokoli, Srednja Draga, Tropeti, Tršće, Vode, Vrhovci, Zamost och Zbitke.

## Historia
Staden Čabar grundades av den kroatiske adelsmannen och banen Petar Zrinski som lät uppföra en borg i staden.
1642 nämns Čabar för första gången i ett skrivet dokument som gör gällande att tjänare från den närliggande byn Grobnik hade en skyldighet att köra hästvagnen från Grobnik till Čabar. Dokumentet antyder därmed att Čabar var en livegen by underställd Grobnik.
1651 öppnade en järnsmedja i Čabar vilket var början till ekonomisk utveckling av staden.

## Arkitektur och stadsbild
Stadens centrum domineras av Petar Zrinskis borg som med några mindre förändringar bevarats i ursprungligt skick. Ovanför huvudtorget ligger kyrkan Sankt Anton av Padua (crkva Svetog Antuna Padovanskog) från 1600-talet som är byggd i barockstil. På kyrkans altare finns en målning av Anton Metzinger från 1700-talet. Bakom kyrkan ligger en park samt kapellet Korsets väg (kapelica Križnog puta) med målningar av Andrija Zabišnik.